# Provincie
Provincie (z latinského provincia = zóna vlivu; pl. provinciae) je územní správní celek. Původně ve starověkém Římě oblast působení římských úředníků, později územní správní jednotka. V pozdní latině také obecné označení různých územních celků.

## Starověký Řím
Původně ve starověkém Římě základní a do konce 3. století největší správní jednotka římského území mimo Apeninský poloostrov; oblast působení římských úředníků, prokonzulů. Pojem provincia původně neoznačoval území stanovené geograficky, ale sloužil k určení územní působnosti úředníka, jemuž náleželo tzv. imperium. První římskou provincií byla Sicílie.

## Církevní provincie
Od středověku se tak označuje územní obvod arcibiskupství a také územní obvody některých katolických řádů a kongregací (dominikáni, jezuité, salesiáni); viz též provinciál.

## Geomorfologická provincie
Geomorfologická provincie je jednotka třetí úrovně v hierarchickém geomorfologickém členění povrchu Země. (Nadřazenou jednotkou je geomorfologický subsystém, podřazenou geomorfologická subprovincie.)

## Označení různých územních celků
V některých zemích (Itálie, Španělsko) jsou provincie nižšími územněsprávními celky. Například v Belgii je provincie v současnosti mezistupněm mezi územněsprávním celkem vyšším (region) a nižším (arrondissement); kanadské provincie jsou státy sdružené ve federaci.
Jako provincie se označují také územněsprávní celky v některých asijských a afrických státech (např. v Číně, Íránu) a v některých jiných, převážně arabských státech, přičemž označení v místním úředním jazyce nemá s původně latinským slovem „provincia“ často nic společného.

## Výraz „province“ v angličtině
Angličtina výrazem „province“ (provincie, oblast) označuje různé, převážně vyšší územněsprávní celky v řadě států (např. korunní země v Rakousku-Uhersku).